# Julefeber
Julefeber er en dansk julekalender fra 2020, som vises i 24 episoder på DR1.

## Plot
Bjørn er en usikker teenager, og alt, hvad han vil, er at være som alle andre. Men det er ikke let, når din krop driller - er det bare puberteten? For at finde ud af, hvad der sker, har Bjørn brug for hjælp fra både venner og familie.

## Medvirkende
- Silas Cornelius Van - Bjørn
- Maria Szigethy - Frederikke
- Selma Sol í Dali Pape - Gro
- Joachim Fjelstrup - Kalle - Bjørn og Gros far
- Bodil Jørgensen - Rigmor - Bjørn og Gros mormor
- Peter Frödin - Balletmesteren
- Maibritt Saerens - Balletlærerinde Janni
- Sofie Torp - Julemanden
- Isabella Kjær Westerman - 	Maj
- Rose-Maria Kjær Westerman - 	Liv
- Selina Benksohn Pedersen - 	Balletpige
- Martin Høgsted - 	Ulrik
- Alfred Nordhøj Kann - Vincent
- Kaya Loholt - Signe - Frederikkes søster
- Lars Ranthe - Slikkepinden